# Lagune

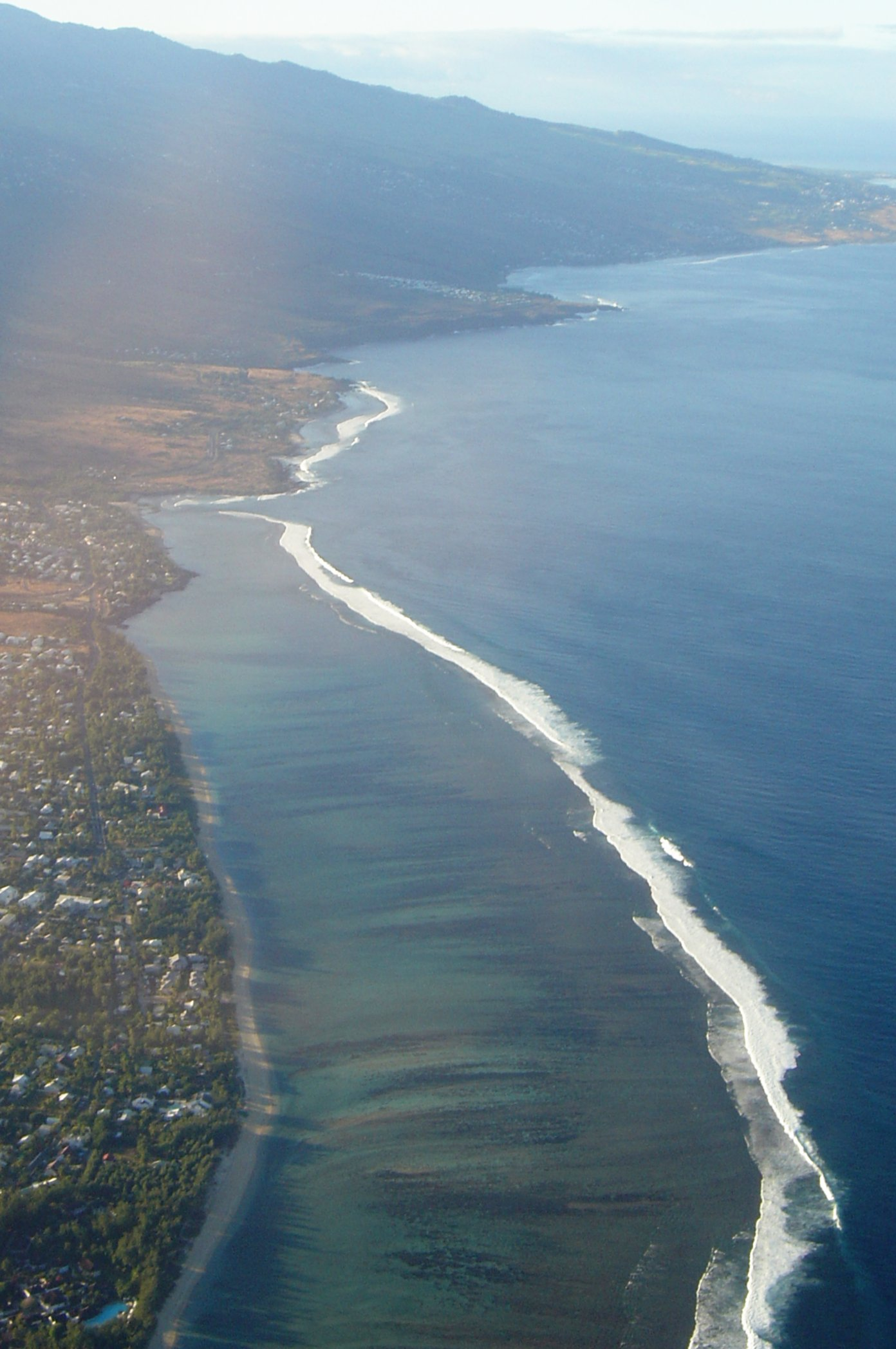
Lagune op Réunion

Een lagune of strandmeer is een watervlakte tussen het strand en een schoorwal of strandwal aan zee. De lagune kan nog een open verbinding met de zee hebben, maar dat hoeft niet. Mondt er een rivier in de lagune uit, dan zal er altijd een open verbinding blijven.  
Het ontstaan van een lagune kan vooral in verband worden gebracht met de stromingsrichting van het water en het op deze manier ontstaan van een schoorwal voor de kust. 
Een dergelijk binnenmeer aan de kust dat wordt gevoed door een of meerdere rivieren wordt haf genoemd.
Een lagune heeft een dermate hoog waterpeil dat ze bijna constant onder water staat. Een gebied met een hogere bodem of lagere waterstand heet een wad. De bodems van strandmeren zijn vaak zeer effen en liggen meestal op een ondiep niveau.
Het zoutgehalte van lagunes is erg variabel. Strandmeren met een toevoer van zoet water, zoals haffen, zijn veel minder zout dan de naburige zee, terwijl strandmeren in warme, droge klimaten met beperkte toevoer vanuit zee aanzienlijk zouter kunnen zijn dan het nabije zeewater.
Een bekende lagune is de Lagune van Venetië. 
Het woord 'lagune' stamt via het Frans uit het Italiaans en verwees oorspronkelijk dan ook naar de Venetiaanse lagune.

## Atollagunes
Een atol is een ringvormige reeks van koraaleilanden. Het water daartussen wordt ook wel lagune genoemd. Atollagunes  hebben vaak diepe gedeelten.

## Zie ook

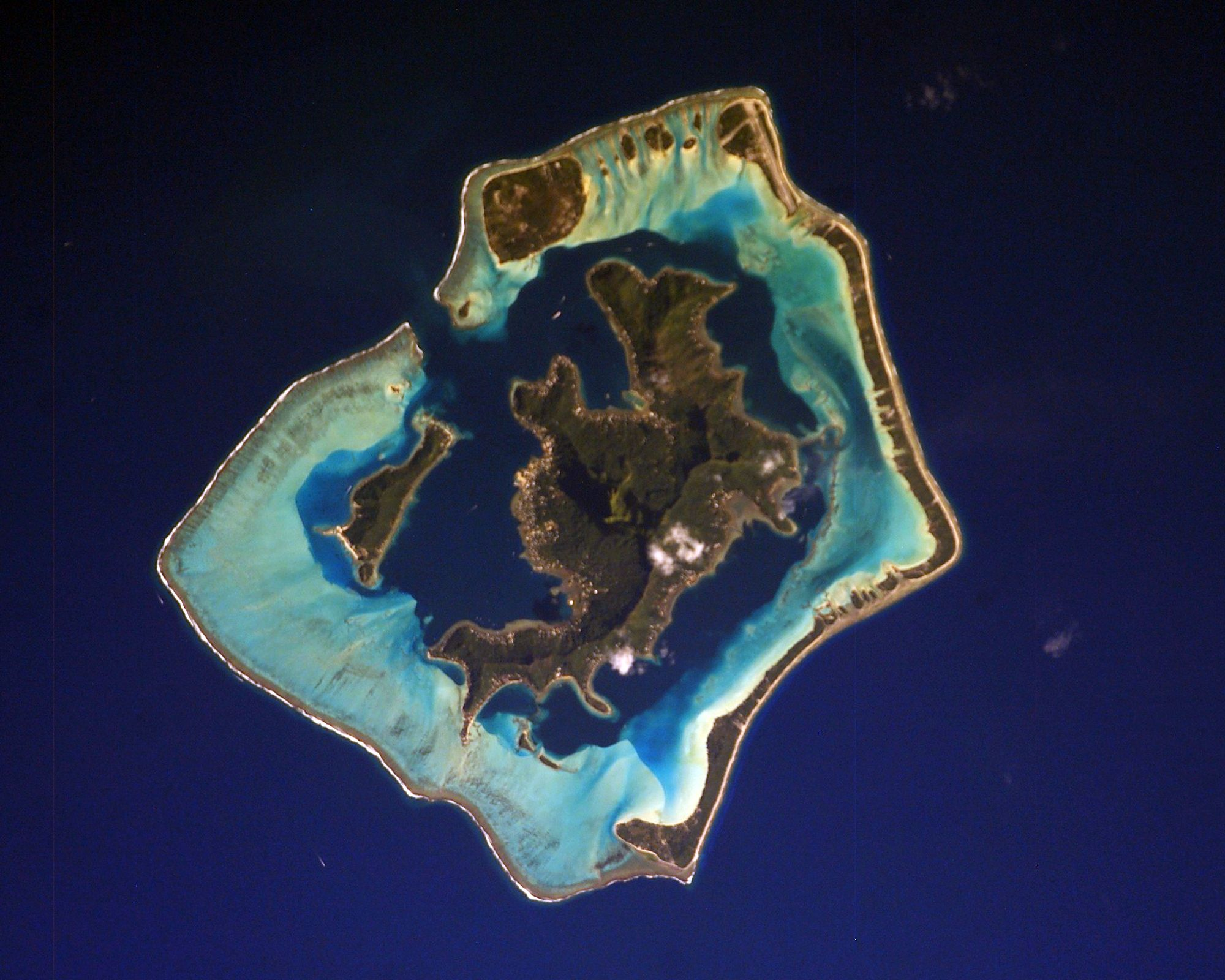
Bora Bora, omringd door een barrièrif en lagune (het binnenrif).